# Periyapillai
Periyapillai, (tamoul : பெரியபிள்ளை; meurt en 1582), de son nom royal Cekaracacekaran VIII, est un roi du royaume de Jaffna, dans l'actuel Sri Lanka. Il fait partie de la dynastie Ârya Chakravarti. 

## Biographie
Il a été de l'un des roi Ârya Chakravarti qui a suivi dans la période chaotique suivant le décès de roi Cankili I. 
Certaines sources affirment qu'il a déposé le fils de Cankili I, Puviraja Pandaram, dès que Cankili I est mort. D'autres disent qu'il y avait un souverain intermédiaire nommé Kasi Nayinar Pararacacekaran. 
Aidé du royaume Thanjavur Nayak (en), il a mené une attaque sur le fort portugais dans l'île de Mannar pour regagner le territoire perdu pendant le règne de Cankili, néanmoins il a été vaincu. En raison d'un soulèvement local, il a perdu le pouvoir à Puviraja Pandaram. 
Il est considéré être le père ou le grand-père du dernier roi du Royaume, Cankili II, et Migapulle Arachchi.